# Brug 722
Brug 722 is een viaduct in Amsterdam-West.
Het viaduct dateert uit 1972/1973, maar is vermoedelijk eerder ontworpen. Het ontwerp komt van de Dienst der Publieke Werken. Het viaduct ligt in het wielercircuit op Sportpark Sloten en overspant de ingang daarvan aan de Sloterweg. Dat sportpark was in ontwikkeling sinds 1956, maar de invulling werd opgehouden door geldgebrek. Met name de wielerbaan en wielercircuit werden daar slachtoffer van. De gemeente Amsterdam twijfelde ook jarenlang over de plaats van de sportaccommodatie voor wielrenners. Pas in 1969 viel de definitieve keus op Sportpark Sloten, het alternatief De Eendracht viel af. Op De Eendracht lag al wel een tijdelijk wielercircuit. De aanleg van de Rijksweg 4 (Haagseweg) net ten zuiden van het sportpark leverde opnieuw vertraging op.
De toen nog onoverdekte wielerbaan werd op 27 mei 1972 geopend; het tweeënhalf kilometer tellende wielercircuit volgde daarna. De kosten voor het circuit, dat het gehele sportpark omringt, bedroegen rond een miljoen gulden. Op het wielercircuit werden in de beginperiode ook motor- en autoraces gehouden. 
Het viaduct kent het haast standaard uiterlijk van de toen ontworpen kunstwerken in Amsterdam. De overspanning is van wit schoonbeton met dito balken; daarop ligt een lage betonnen balustrade. De bovenlaag van de balustrade wordt gevormd door blauwgeschilderde houten balken. De brug kent geen brugpijlers of jukken en steunt dus alleen op de 'landhoofden'. Officieel mogen er alleen fietsers overheen, toch staat er een verkeersbord voor het viaduct; de maximale wieldruk mag 7,5 ton bedragen. Het viaduct zorgt bij de wielrijders voor een stevig klimmetje in het circuit.

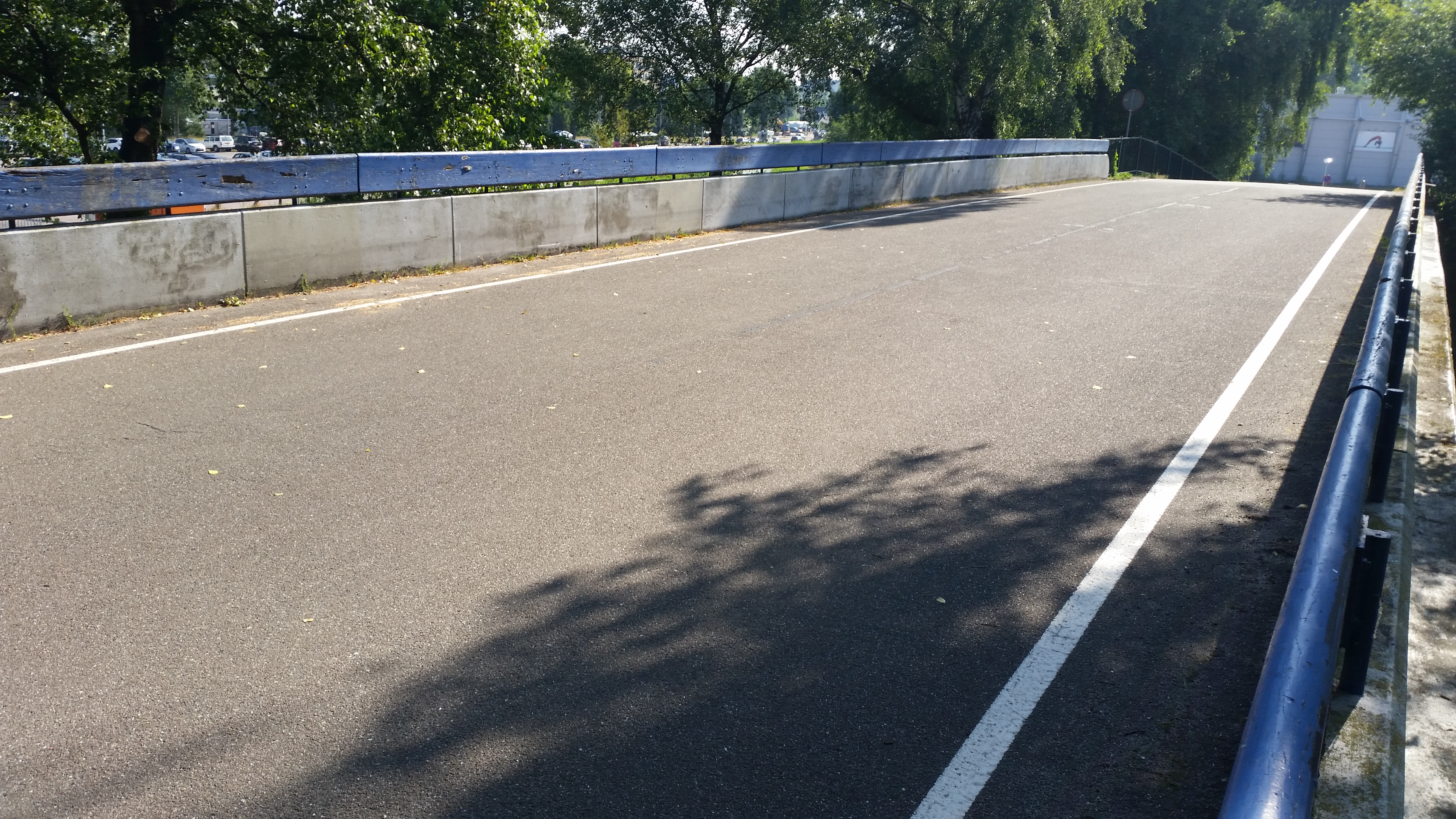
Het rijdek (juli 2018)

<<< · 700 · 701 · 702 · 703 · 704 · 705 · 706 · 707 · 708 · 709 · 710 · 711 · 712 · 713 · 714 · 715 · 716 · 717 · 718 · 719 · 720 · 721 · 722 · 725 · 726 · 729 · 730-738 · 739 · 740 · 741 · 742 · 743 · 744 · 745 · 746 · 747 · 748 · 749 · 751 · 752 · 753 · 754 · 755 · 756 · 757 · 758 · 759 · 760 · 761 · 762 · 763 · 764 · 765 · 766 · 767 · 768 · 769 · 770 · 771 · 772 · 773 · 775 · 776 · 777 · 778 · 779 · 780 · 781 · 782 · 783 · 784 · 786 · 787 · 788 · 789 · 790 · 791 · 792 · 793 · 794 · 795 · 797 · >>>
Brugnummers  723, 724, 727, 728, 750, 774, 785, 796 (niet gerealiseerde brug over de Slotervaart), 798 en 799 zijn niet vergeven.